# Olympische Sommerspiele 1992/Synchronschwimmen
Bei den Olympischen Sommerspielen 1992 in Barcelona wurden zwei Wettbewerbe im Synchronschwimmen ausgetragen.
Die Wettbewerbe wurden in der Piscines Bernat Picornell ausgetragen.
Bei der Kampfrichterwertung des Pflichtprogramms von Sylvie Fréchette im Solowettbewerb kam es zu einem Skandal. Eine brasilianische Kampfrichterin bewertete eine Figur um 0,4 Punkte zu niedrig, bemerkte ihren Irrtum aber und meldete sich per Handzeichen. Dies wurde aber von den anderen Kampfrichtern ignoriert oder übersehen. Fréchette lag am Ende des Wettkampfes mit 0,251 Punkten hinter Kristen Babb-Sprague, ein Protest der kanadischen Mannschaft wurde abgewiesen. Auf Intervention von IOC-Exekutivmitglied Richard Pound aus Kanada wurde Sylvie Fréchette nachträglich ebenfalls eine Goldmedaille verliehen, das Punktergebnis blieb jedoch bestehen.

## Bilanz

### Medaillenspiegel
| Platz  | Land               | Gold | Silber | Bronze | Gesamt |
| ------ | ------------------ | ---- | ------ | ------ | ------ |
| 1      | Vereinigte Staaten | 2    | –      | –      | 2      |
| 2      | Kanada             | 1    | 1      | –      | 2      |
| 3      | Japan              | –    | –      | 2      | 2      |
| Gesamt | Gesamt             | 3    | 1      | 2      | 6      |

### Medaillengewinner
| Disziplin | Gold                                               | Silber                                | Bronze                          |
| --------- | -------------------------------------------------- | ------------------------------------- | ------------------------------- |
| Solo      | Kristen Babb-Sprague Sylvie Fréchette              | nicht vergeben, da zwei Goldmedaillen | Fumiko Okuno                    |
| Duett     | Vereinigte Staaten Sarah Josephson Karen Josephson | Kanada Vicky Vilagos Penny Vilagos    | Japan Fumiko Okuno Aki Takayama |

## Ergebnisse

### Solo
Finale am 6. August
| Platz | Land | Athletinnen             | Punkte  |
| ----- | ---- | ----------------------- | ------- |
| 1     | USA  | Kristen Babb-Sprague    | 191,848 |
| 2     | CAN  | Sylvie Fréchette        | 191,717 |
| 3     | JPN  | Fumiko Okuno            | 187,056 |
| 4     | EUN  | Olga Sedakowa           | 185,106 |
| 5     | FRA  | Anne Capron             | 182,449 |
| 6     | GRE  | Christina Thalassinidou | 180,244 |
| 7     | GBR  | Kerry Shacklock         | 179,839 |
| 8     | NED  | Marjolijn Both          | 179,354 |

### Duett
Finale am 7. August
| Platz | Land | Athletinnen                      | Punkte  |
| ----- | ---- | -------------------------------- | ------- |
| 1     | USA  | Sarah Josephson Karen Josephson  | 192,175 |
| 2     | CAN  | Vicky Vilagos Penny Vilagos      | 189,394 |
| 3     | JPN  | Fumiko Okuno Aki Takayama        | 186,868 |
| 4     | EUN  | Anna Kozlova Olga Sedakowa       | 184,083 |
| 5     | FRA  | Marianne Aeschbacher Anne Capron | 181,795 |
| 6     | GBR  | Kerry Shacklock Laila Vakil      | 179,366 |
| 7     | NED  | Marjolijn Both Tamara Zwart      | 179,345 |
| 8     | CHN  | Guan Zewen Wang Xiaojie          | 177,843 |